# 拜尔泽克
拜尔泽克，是匈牙利包尔绍德-奥包乌伊-曾普伦州所辖的一个村。总面积10.59平方公里，总人口1111，人口密度104.9人/平方公里（2011年1月1日）。